# Gornja Kupčina
Gornja Kupčina – wieś w Chorwacji, w żupanii zagrzebskiej, w mieście Jastrebarsko. W 2011 roku liczyła 148 mieszkańców.